# Психозы сверхчувствительности
Психозы сверхчувствительности (психозы гиперчувствительности, поздние психозы, психозы отдачи) — проявление гиперчувствительности дофаминовых рецепторов, развивающейся вследствие длительного приёма антипсихотиков (нейролептиков) или метоклопрамида: психозы, которые могут возникать как на фоне приёма препарата без уменьшения его дозировки, так и при отмене препарата, либо при снижении его дозы, либо при переходе на препарат, более слабо связывающийся с дофаминовыми рецепторами. Психозы сверхчувствительности возникают с увеличивающейся частотой после 2—3-летней непрерывной терапии антипсихотиками. Патогенетически психоз сверхчувствительности представляет собой явление, аналогичное двигательным нарушениям при поздней дискинезии.
Психозы сверхчувствительности могут развиваться как у пациентов, имеющих диагноз «шизофрения» или «шизоаффективное расстройство», так и у пациентов, принимавших антипсихотики в связи с наличием у них лишь аффективных нарушений или неврологических расстройств. Отмечались и случаи возникновения психозов сверхчувствительности у людей, не имевших психических расстройств в анамнезе.
По некоторым оценкам, психоз сверхчувствительности может предрасполагать к лекарственной резистентности и представляет собой бо́льшую проблему, чем естественное течение заболевания. Высказывалось мнение (G. Chouinard и V. A. Chouinard, 2008), что 50% случаев резистентной к лечению шизофрении связаны с психозом сверхчувствительности.

## Патогенез
Антипсихотики блокируют дофаминовые рецепторы в различных структурах мозга, с чем связывают их клинические эффекты. В частности, блокада дофамина в мезолимбическом пути приводит к антипсихотическому эффекту, в нигростриарном — к возникновению двигательных (экстрапирамидных) расстройств.
При длительном приёме антипсихотиков у значительного процента пациентов (по некоторым данным — от 4 до 11 % у молодых пациентов, принимающих типичные нейролептики) развивается поздняя дискинезия. Предполагается, что она возникает вследствие развития гиперчувствительности дофаминовых рецепторов в нигростриарном пути, компенсаторно развивающейся как результат длительного приёма нейролептиков. Возникновение психозов сверхчувствительности (поздних психозов), по-видимому, обусловлено сходными изменениями в мезолимбическом пути: длительная блокада большого количества D2-рецепторов приводит к попыткам заблокированных нейронов восстановить межсинаптические связи, в результате повышается чувствительность D2-рецепторов и/или увеличивается их количество, что и приводит к феномену «гиперчувствительности».
Кроме того, поздние психозы (а также поздняя дискинезия), могут отражать подавление холинергической передачи, ГАМК-ергическую нечувствительность или глютаматергическую избыточность. Высказывается мнение, что к психозам сверхчувствительности приводит повреждение холинергических нейронов в стриатуме, возникающее как следствие гиперактивности этих нейронов, сопряжённой с длительным приёмом нейролептиков.

## Факторы риска

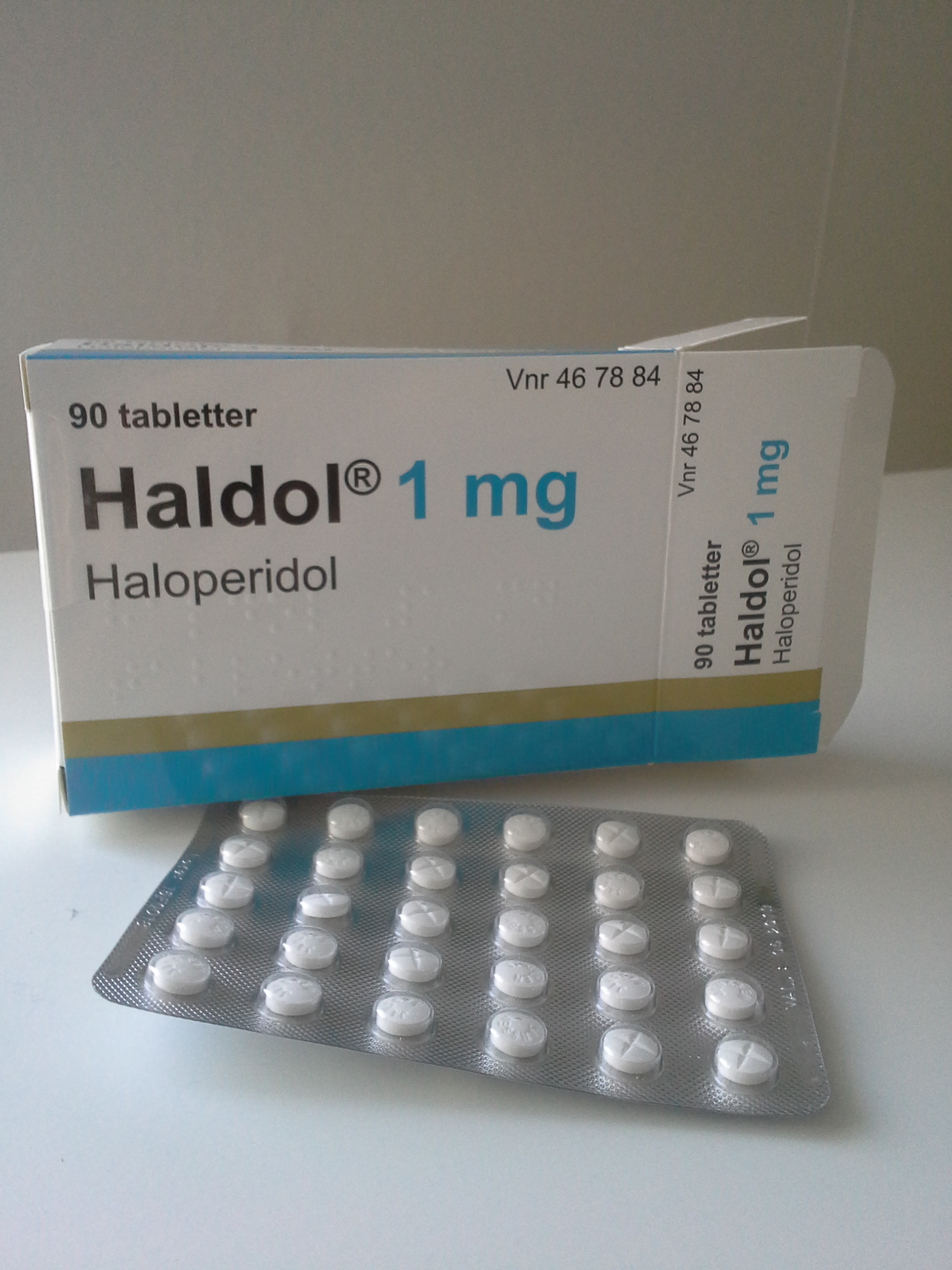
Галоперидол — один из препаратов, наиболее часто вызывающих дофаминовую сверхчувствительность

Дофаминовая сверхчувствительность наиболее часто развивается вследствие длительного применения мощных дофамин-блокаторов, таких как галоперидол. При этом симптомы психоза сверхчувстительности (как и поздней дискинезии) на фоне приёма данных препаратов могут и не проявиться, поскольку сильные дофамин-блокаторы подавляют эффекты гиперчувствительности. Однако при переходе на менее мощный препарат возможна декомпенсация и развитие либо симптомов психоза, либо дискинезии.
При наличии уже сформировавшейся сверхчувствительности возникновение симптомов может быть спровоцировано также ситуационными факторами (приём любых продофаминергических препаратов, воздействие никотина, алкоголя и т. д.), если они вызывают пусть даже небольшой прирост дофаминовой активности.
Распространённость поздней дискинезии значительно выше у пожилых пациентов, чем у молодых. По-видимому, психозы сверхчувствительности тоже развиваются у них значительно чаще.

## Симптоматика
Может включать в себя те или иные из следующих симптомов:
- галлюцинации (невербальные слуховые, вербальные слуховые, функциональные, зрительные, обонятельные);
- бред (интерпретации, апперсонализации, преследования, религиозный бред, бред величия и др.);
- явления психического автоматизма (симптом открытости, ощущение звучания собственных мыслей, эха мыслей, «вкладывания» чужих мыслей в сознание пациента и др.).

Симптомы психоза сверхчувствительности часто сопровождаются непроизвольными аномальными движениями: движениями языка, мышц лица, челюстей и губ, туловища, конечностей (поздняя дискинезия). Двигательные расстройства, наблюдающиеся при психозах сверхчувствительности, не включают в себя паркинсонический тремор, ригидность и связанную с ними акатизию.. Может наблюдаться повышение уровня пролактина в крови.

## Критерии диагностики
Критерии включения
- предыдущее лечение нейролептиками в течение как минимум 6 месяцев
- совпадение момента возникновения психоза сверхчувствительности со временем отмены либо уменьшения назначений

или
- отмена или уменьшение назначений не проводилась, но у пациентов повышается частота обострений либо проявляются симптомы повышения толерантности к действию антипсихотических препаратов[14]

Критерии исключения
- пациенты, находящиеся в остром периоде заболевания
- пациенты с непрерывным психотическим состоянием, устойчивым к лечению нейролептиками[14]

Кроме того, психозы сверхчувствительности следует дифференцировать с обострением психического заболевания у пациентов, прежде находившихся в состоянии ремиссии. В отличие от психозов сверхчувствительности, риск таких обострений обычно низок в первые 2—3 недели после отмены нейролептика или перевода на другой нейролептик и повышается лишь в последующие месяцы.

## Профилактика
Отказ от использования сильных дофамин-блокирующих антипсихотиков, применение минимальных доз и постепенное снижение дозировок перед отменой препаратов. Нежелательно длительное назначение нейролептиков пациентам, не страдающим шизофреническими психозами: например, при тревоге или аффективных расстройствах, так как это может привести к риску развития у пациентов хронических психозов в будущем.
В тех случаях, когда применение антипсихотиков необходимо, рекомендуется назначать препараты, лишённые мощного дофаминергического воздействия на мозг (например, кветиапин, с применением которого не связан риск позднего психоза). Если же применяются мощные дофамин-блокаторы, при первом подозрении на возможность развития психоза сверхчувствительности следует прекратить приём этого препарата и назначить кветиапин или дополнительные препараты, например литий, противосудорожные средства.
Следует проявлять осторожность, прежде чем увеличивать дозу у рецидивирующих пациентов: повышение дозировки может временно вернуть контроль над состоянием пациента, однако есть риск, что в дальнейшем ситуация повторится, требуя нового повышения дозы.

## Лечение
Не существует каких-либо алгоритмов лечения психозов сверхчувствительности. Если психоз гиперчувствительности возник при снижении дозы или отмене нейролептика, психотические симптомы можно купировать возвращением прежней дозы нейролептика, отмена которого вызвала ухудшение состояния.
Некоторые авторы рекомендуют использовать при психозах сверхчувствительности клозапин, так как он обладает принципиально иным механизмом действия и поэтому не способен вызывать дальнейшее развитие резистентности. Однако высказывалось предположение, что длительный приём клозапина также может приводить к развитию сверхчувствительности дофаминовых рецепторов и к психозу отдачи — при его отмене. В этих случаях при отмене клозапина эффективен, по-видимому, тиоридазин.
Стоит отметить, что и клозапин, и тиоридазин являются весьма небезопасными препаратами: на фоне приёма тиоридазина возможно развитие смертельно опасных сердечных аритмий, что существенно ограничивает его применение (FDA рекомендует применять тиоридазин только при неэффективности любых других нейролептиков), а с приёмом клозапина связан существенный риск другого смертельно опасного побочного эффекта — агранулоцитоза, и по этой причине он тоже должен использоваться только при резистентности к другим нейролептикам.